# Prší

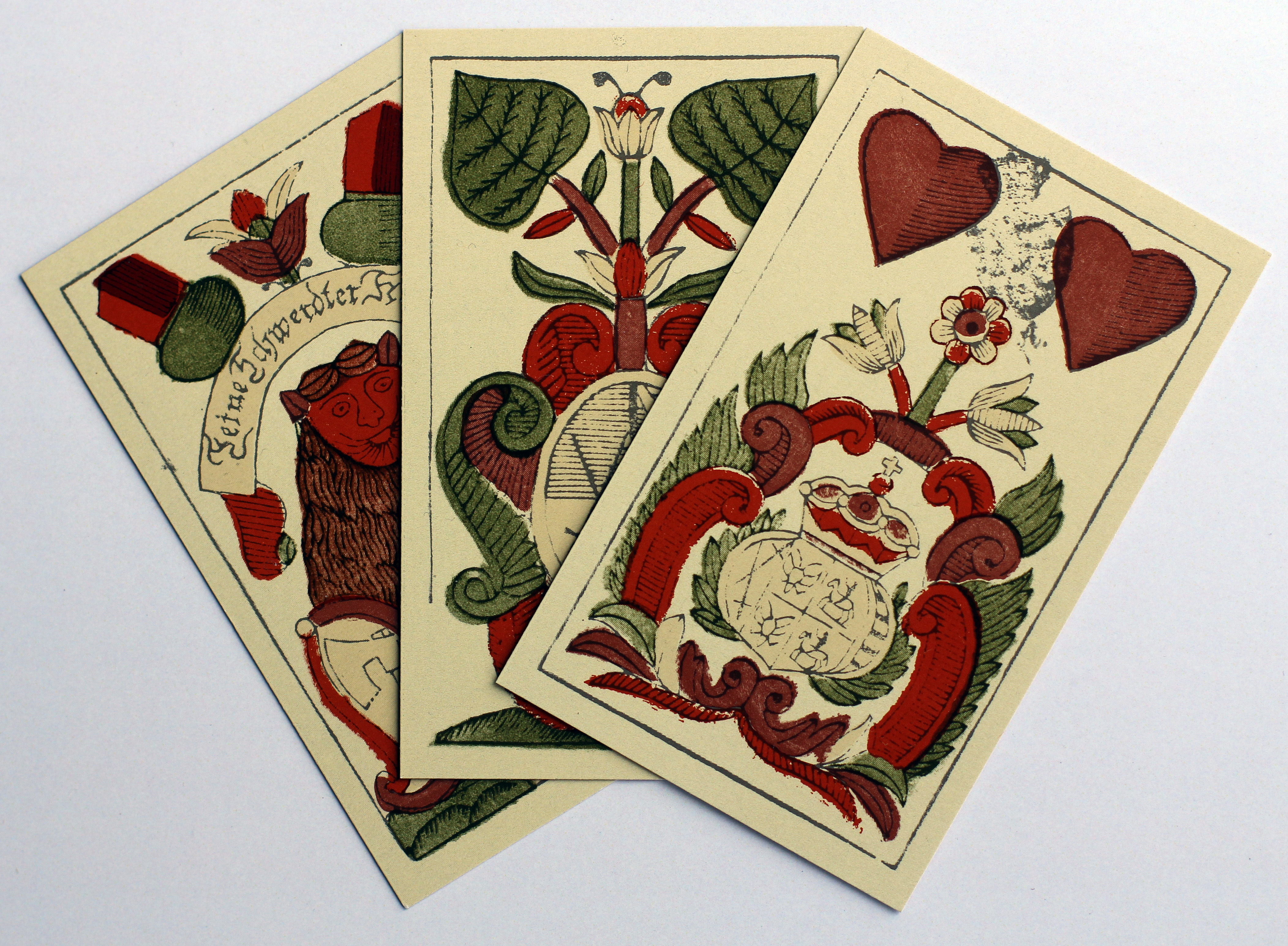
Tři esa z karet na prší

Prší je v Česku hraná varianta hry mau-mau, v Evropě je známa také pod názvem pony. Jde o jednoduchou karetní hru pro dva až pět hráčů. Hraje se s mariášovými kartami, cílem hry je zbavit se všech svých karet. Hra vznikla po druhé světové válce.

## Průběh hry

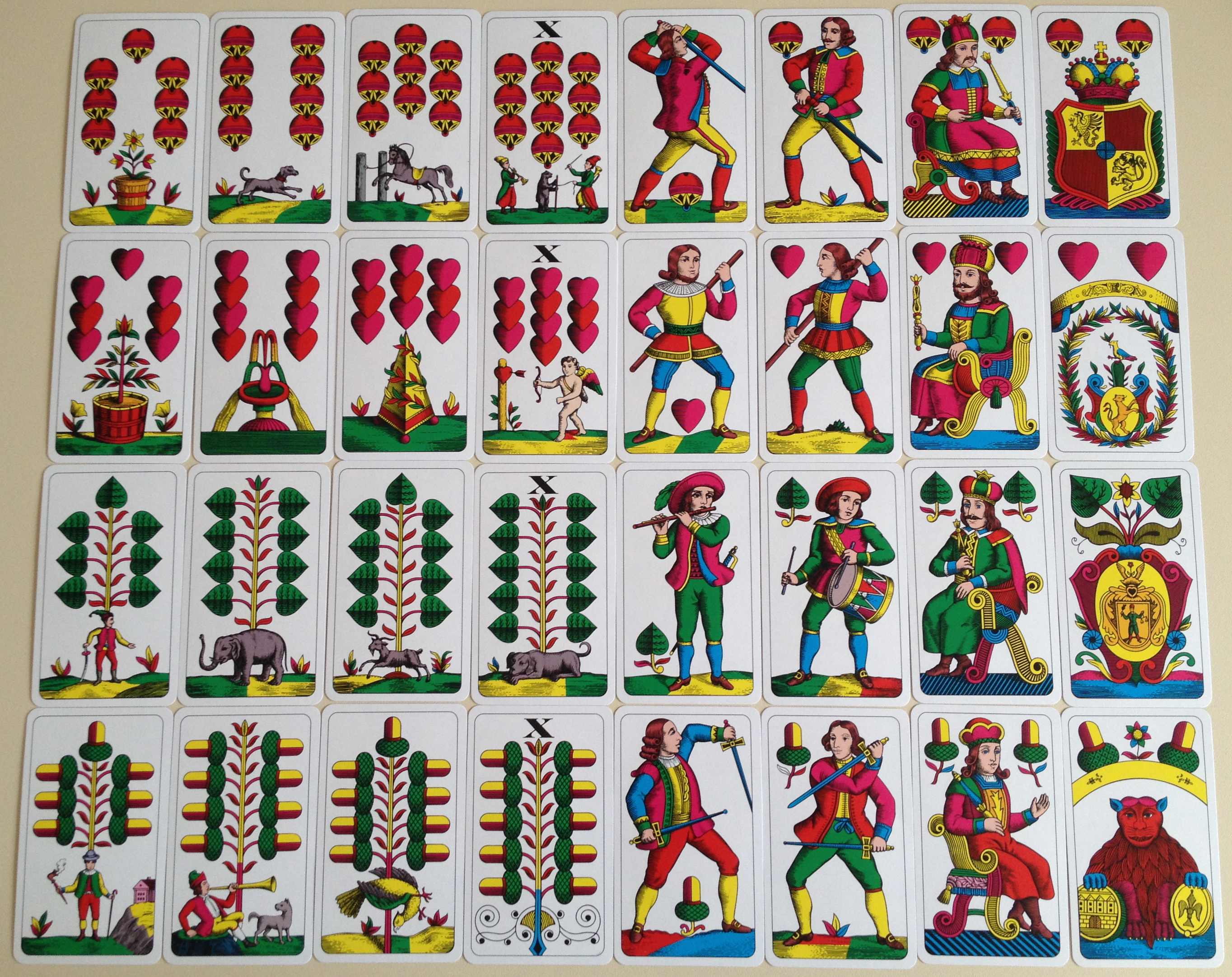
Český (Pražský) typ hracích karet na prší vychází ze Severního saského a Jižního salcburského typu

Nějakým způsobem (losem apod.) se určí, který hráč začne rozdávat. Ten poté zamíchá balíček karet a rozdá každému hráči stejný počet karet, zpravidla v rozmezí mezi čtyřmi a šesti. Pokud hrají dva hráči, hráč, který začíná, může mít podle varianty kterou hrajete, o kartu navíc. Jednu kartu položí lícem nahoru na stůl a zbytek balíčku položí rubovou stranou nahoru vedle ní. Pokud je otočenou kartou svršek, otočí se zbytek balíčku; barva, která je na spodní kartě, se začne hrát.
Hru zahajuje hráč, který je ve směru hodinových ručiček za rozdávajícím hráčem. Na lícem otočenou kartu hráč odhodí svou kartu, přičemž smí odhodit jen kartu, která má stejnou hodnotu nebo stejnou barvu. Toto však neplatí, pokud je na vrchu speciální karta svršek, viz níže. Pokud hráč nemá kartu, kterou by mohl odložit, musí si tzv. líznout, tzn. vzít kartu z rubem otočené části balíčku.
Vítězem se stává hráč, který se zbaví všech karet. Hra však může pokračovat a hráči tak mohou určit další pořadí nebo ukončit hru. Není možná remíza.

### Speciální karty
Pro karty s hodnotami sedm, svršek a eso platí speciální pravidla, přičemž „chování“ těchto karet záleží na tom, jaká varianta hry prší se hraje. Pokud hráč zahraje sedmičku, následující hráč si musí líznout dvě karty (někde tři). Pokud zahraje eso, tah následujícího hráče je přeskočen. 
Obvyklejší je však hrát variantu, při níž hráč při sedmě lízne dvě karty nebo sedmičku přebije další sedmičkou, v takovém případě následující hráč líže karty čtyři. U esa v této variantě platí stejné pravidlo.
Kartu svršek lze hrát na kartu libovolné barvy, kromě sedmy či esa odehraného předcházejícím hráčem. Pokud je tato karta odehrána, musí hráč, který svrška odehraje, zvolit slovně barvu. Následující hráč pak hraje tak, jako by na vrchu balíčku ležel svršek zvolené barvy. Lze zvolit barvu, kterou svršek má, není nutno barvu měnit.

## Běžné varianty hry
Hra bývá hrána ve množstvím variant, nebo i kombinací těchto variant. Hráči by se měli před hrou dohodnout jakou variantu hrají.
- Červená sedma vrací. Nejobvyklejší (mimo základní) je varianta, že červené (srdcové) sedmě je uděleno vracení do hry. Tedy je-li červená sedma odehrána na hráče, který v daném kole odhodil poslední kartu, je tento vrácen do hry a musí si líznout dvě karty. Vítěz je tak znám až kolo poté, co odehrál poslední kartu.
- Sedma vrací. Jinou variantou vracení do hry je pak situace, kdy poslední odhozenou kartou hráče je libovolná sedma. Pokud je ta přebíjena sedmou všemi ostatními hráči, hráč s prázdnýma rukama si líže stejně, jako by byl ještě ve hře.
- Rychlé prší. Hraje se tak, že každý hráč dostane na začátku 6 karet a může odhodit libovolný počet karet stejné barvy nebo stejného čísla (např. všechny čtyři krále najednou).
- Spodek je měnič. Rozšíření speciálních karet o spodky, které lze pak odhazovat za stejných pravidel jako svršky. Při vyložení spodka může hráč zahlásit hodnotu karty, kterou chce. Hráči si lížou, dokud jeden z nich nepoloží kartu nahlášené hodnoty nebo nepřebije přiložením spodka. Pokud přiloží spodka, určuje hodnotu on.
- Speciální zelený král. Poslední běžně rozšířenou variantou je rozšíření speciálních karet ještě o zeleného krále. Pokud je zelený král zahrán, musí následující hráč líznout čtyři karty. V přebíjecí variantě může být zelený (pikový) král přebit zelenou sedmou a taktéž zelenou sedmu pak lze přebít zeleným králem.

## Další varianty hry
- Speciální červená desítka. Méně známá varianta zahrnuje červenou desítku. Pokud je vyložena, musí si hráč, který je na řadě, líznout jednu kartu. Červená desítka může být položena jako obrana na červenou sedmičku. Pokud je tak učiněno, následující hráč nemá možnost se bránit, a tudíž si lízne odpovídající počet karet. Na červenou desítku může být položena červená sedmička.
- Speciální zakončení. Při libovolné z variant lze použít také pravidlo, podle kterého nesmí žádný z hráčů zakončit kartou sedm. Toto pravidlo umožňuje ztížení a prodloužení hry. Ještě těžší varianta může být zakončena pouze svrškem.
- Varianta s francouzskými kartami. Jednou z možných variant je hra s francouzskými kartami (tedy 52 karet + 3 žolíci). Hra se jmenuje „bouří“[zdroj⁠?!] a hraje se téměř stejně jako klasické prší, ovšem se třemi rozdíly: na začátku hry se každému hráči rozdá 7 karet, hra je pro 2 až 7 hráčů, některé karty, jako třeba královna, mají speciální efekt.
- Další speciální francouzské karty. Pokud hráč zahraje královnu, může potom ještě odhodit jinou jakoukoliv kartu; pokud zahraje kartu s číslem 5, hráč, který hraje po něm, si musí líznount jednu kartu z balíku karet, pokud ovšem nemá jinou kartu s číslem 5 (karta funguje jako 7, akorát si hráč bere jednu místo dvou) a pokud zahraje kartu s číslem 2, volí si hodnotu, kterou chce a hráč po něm ji musí zahrát. Pokud hráč zahraje žolíka, pro dalšího hráče platí, jako by tam žolík nebyl (např. hráč 1 odhodí sedmu, hráč 2 na ni odhodí žolíka a pokud hráč 3 nemá sedmu nebo žolíka, musí si líznout dvě karty).

## Varianty na více her
Hru lze hrát i na celkového vítěze. Víceméně existují dvě možnosti, jak hrát prší na více kol: buď se hraje tak, že ve druhé hře se vítězi rozdá o kartu méně (někdy i poraženému o kartu více), vítězem je pak ten, komu se již nerozdává ani jedna karta.
Druhým způsobem je, že si hráči kromě vítěze sečtou hodnoty svých karet. Hra končí v okamžiku, kdy jeden z hráčů přesáhne předem stanovenou hodnotu součtu. Vítězem je ten, který má bodů nejméně. Existuje více možností jak počítat hodnotu karty, počítat lze například takto:
| karta  | počet bodů | 7 | 7 bodů |
| 8      | 8 bodů     |   |        |
| 9      | 9 bodů     |   |        |
| 10     | 10 bodů    |   |        |
| spodek | 2 body     |   |        |
| svršek | 3 body     |   |        |
| král   | 4 body     |   |        |
| eso    | 12 bodů    |   |        |